# Prinia hodgsonii
Prinia hodgsonii е вид птица от семейство Cisticolidae.

## Разпространение
Видът е разпространен в Бангладеш, Бутан, Виетнам, Индия, Камбоджа, Китай, Лаос, Мианмар, Непал, Пакистан, Тайланд и Шри Ланка.